# 후나시마촌
후나시마촌(舟島村)은 이바라키현 시다군·이나시키군에 일찍이 존재했던 촌이다.

## 지리
- 현재의 미호촌 북서부, 아미정 북동부에 해당한다.
- 촌은 가스미가우라 남쪽 해안에 위치하고 있다.
- 촌은 고원과 평지가 뒤섞인 골짜기가 많은 지형이다.

## 역사
- 1889년 4월 1일 - 정촌제 시행에 의해 시다군 후나시마촌이 성립하였다.
- 1896년 4월 1일 - 가와치군이 시다군과 합병하여 이나시키군이 성립하여. 이나시키군 마나이타촌이 되었다.
- 1955년
  - 4월 1일 - 후나시마촌의 일부와 안주촌, 기하라촌과 합병해 가스미촌이 성립하여, 당일 미호촌으로 개칭되었다.
  - 4월 20일 - 후나시마촌은 아미정에 편입되어, 소멸하였다.

## 인구
| 1891년 | 1,890 |
| 1912년 | 2,273 |
| 1920년 | 2,321 |
| 1935년 | 2,421 |
| 1950년 | 2,753 |

## 교통

### 도로
- 2급국도
  - 국도 125호선

## 参考文献
- 角川日本地名大辞典編纂委員会『가도카와 일본 지명 대사전 8 茨城県』、가도카와 쇼텐、1983年 ISBN 4-04-001080-9